# Endon
Endon är en by i civil parish Endon and Stanley, i distriktet Staffordshire Moorlands, i grevskapet Staffordshire, i England. Byn är belägen 7 km från Hanley. Byn hade 2 652 invånare år 2021. Byn nämndes i Domedagsboken (Domesday Book) år 1086, och kallades då Enedun.